# Ashley Mulheron
Ashley Mulheron (* 8. Februar 1986 in Schottland) ist eine britische Schauspielerin.
Mulheron studierte die Schauspielkunst ein Jahr lang an der Central School of Speech and Drama in London. Ihre Karriere hat sie mit zahlreichen Werbespots begonnen. Es folgte ein Gastauftritt in der Serie Primeval – Rückkehr der Urzeitmonster. Bekannt wurde sie größtenteils 2009, durch den Film Lesbian Vampire Killers an der Seite von James Corden und Mathew Horne.
Die Schauspielerin Tiffany Mulheron ist ihre Schwester.

## Filmografie
- 2001: UKool
- 2009: Lesbian Vampire Killers
- 2010: The Bang Bang Club
- 2011: Kidnap and Ransom
- 2011: The Task